# 므네사르카이아속
므네사르카이아속(Mnesarchaea)은 뉴질랜드에서 발견되는 원시 나방의 분류 속이다. 므네사르카이아상과(Mnesarchaeoidea), 므네사르카이아과(Mnesarchaeidae)의 유일속이다.

## 분류학 및 계통학
므네사르카이아상과는 박쥐나방상과의 현존하는 자매군을 형성한다.

## 형태와 종 확인
이 나방의 성충의 입틀(mouthpart)는 박쥐나방상과 종들과는 달리, 기능적이다. 약 7종은 아직 학명이 등재되어 있지 않으며, 깁스(Gibbs) 등이 이를 개정 중에 있다(Gibbs, 1979; Dugdale, 1988 참조).

## 생태 및 행동
대부분 낮에 활동한다. 유충은 우산이끼와 땅의 유기 퇴적물 속의 고치 안에서 산다.(Kristensen (1999: 57-59) 참조).

## 하위 종
- Mnesarchaea acuta Philpott, 1929
- Mnesarchaea fallax Philpott, 1927
- Mnesarchaea fusca Philpott, 1922
- Mnesarchaea fusilella Walker, 1864 (원래는 Tinea)
- Mnesarchaea loxoscia Meyrick, 1888
- Mnesarchaea hamadelpha Meyrick, 1888
  - = Mnesarchaea similis Philpott, 1924[2]
- Mnesarchaea paracosma Meyrick, 1886